# Dolar gujański
Dolar gujański – jednostka walutowa Gujany od 1966 roku. 1 dolar = 100 centów.
W obiegu znajdują się:
- monety o nominałach 1, 2, 5, 10, 25 i 50 centów oraz 1, 5 i 10 dolarów.
- banknoty o nominałach 20, 100, 500, 1000 i 5000 dolarów.